# François de Miyako
François de Miyako (également Miyakolainen ou Miakolainen ; Jap. フランシスコ市市) (né en 1548 à Miyako (Kyoto), Japon – mort exécuté le 5 février 1597 à Tateyama, Nishizaka, Nagasaki, Japon) est un médecin japonais, catéchiste et tertiaire franciscain martyrisé pour sa foi à Nagasaki.

## Vénération
François de Miyako est crucifié à Nagasaki avec 25 autres martyrs dont Paul Miki et Pierre Baptiste Blásquez. Il sera béatifié par le pape Urbain VIII le 14 septembre 1627 et canonisé par le pape Pie IX le 8 juin 1862. Il est commémoré le 6 février.